# 長沼宗泰
長沼 宗泰（ながぬま むねやす）は、鎌倉時代の武将、歌人。

## 経歴・人物
寛元3年（1245年）8月15日、鶴岡八幡宮の放生会で宗尊親王の警護役をつとめた。ほか幕府より淡路守護として正嘉2年（1258年）悪党取り締まりの命を受け、建治3年（1277年）六波羅評定衆となるなど鎌倉幕府御家人として奉公する。また歌人としても知られ『続拾遺和歌集』などの勅撰集に歌が8首のる。